# بخش خنرال پینتو
بخش خنرال پینتو (به اسپانیایی: Partido de General Pinto) یک منطقهٔ مسکونی در آرژانتین است که در استان بوئنوس آیرس واقع شده‌است. بخش خنرال پینتو ۲٬۵۴۰ کیلومتر مربع مساحت و ۱۱٬۱۲۹ نفر جمعیت دارد.